# Крекінг-установка Буком
Крекінг-установка Буком — складова частина нафтопереробного та нафтохімічного майданчика компанії Shell на острові Буком в Сінгапурі.
Станом на середину 2000-х енергетичний гігант Shell одноосібно або в партнерстві з іншими компаніями володів у Сінгапурі цілим рядом нафтохімічних виробництв. Це були як установки парового крекінгу (комплекс Petrochemical Corp of Singapore із 50 % участю Shell), так і розраховані на споживання вироблених ними олефінів виробництва, серед яких, зокрема, були заводи мономеру стирену/оксиду пропілену компаній Seraya Chemicals та Ellba Eastern (остання наполовину належала концерну BASF) сукупною потужністю 865/390 тисяч тонн на рік, а також завод оксиду етилену компанії Ethylene Glycols Singapore (30 % частка конгломерату Mitsubishi) потужністю 120 тисяч тонн на рік.
Подальший розвиток сінгапурського бізнесу організували шляхом спорудження нової піролізної установки, одноосібним власником якої виступала сама Shell. Введена в дію у 2010 році, вона знаходиться на острові Буком (виробництво Petrochemical Corp of Singapore розташоване на сусідньому острові Юронг), де також працює нафтопереробний завод Shell. При цьому установка розрахована на споживання широкого спектра сировини — від зрідженого нафтового газу до важкого залишку гідрокрекінгу (hydrowax), що дає змогу продукувати цілий ряд ненасичених вуглеводнів. Первісно потужність виробництва становила 800 тисяч тонн  етилену, 450 тисяч тонн пропілену та 155 тисяч тонн бутадієну на рік, а вже у другій половині 2010-х її наростили до 1 млн тонн етилену та 540 тисяч тонн пропілену.
Найбільшим споживачем виробленого установкою етилену став завод моноетиленгліколю потужністю 1030 тисяч тонн на рік. Синтез цього найпростішого багатоатомного спирту відбувається з попередньо отриманого оксиду етилену, якого наразі потрібно в рази більше, аніж могла продукувати згадана вище Ethylene Glycols Singapore (до речі, одночасно із запуском свого піролізного виробництва Shell придбала повний контроль над цією компанією). Крім того, частина оксиду етилену на новому заводі не перетворюється на моноетиленгліколь, а випускається як оксиран високої чистоти в об'ємах 210 тисяч тонн на рік. Також Shell наростила потужність по напрямку мономеру стирену/оксиду пропілену до 1020/500 тисяч тонн на рік (при цьому друга половина компанії Ellba Eastern в 2014-му була викуплена у BASF).
Іншими споживачами етилену стали введений у дію в 2016-му завод японських компаній Mitsui та Idemitsu Kosan (300 тисяч тонн металоценового лінійного поліетилену низької щільності) і запущене трьома роками раніше виробництво мономеру вінілацетату тайванської Dairen Chemical з показником 350 тисяч тонн на рік. Остання також спорудила завод алілового спирту потужністю 200 тисяч тонн, продукування якого здійснюється з використанням пропілену. Цей же олефін використовується і на заводі фенолу та ацетону (потужність 300 та 180 тисяч тонн відповідно) китайської Changshu Changchun Chemical.